# Championnat d'Union soviétique de football 1981
Navigation
Saison 1980 Saison 1982
La saison 1981 de Vyschaïa Liga est la 44e édition du Championnat d'URSS de football.
Lors de cette saison, le Dynamo Kiev va tenter de conserver son titre de champion d'URSS face aux 17 meilleurs clubs soviétiques lors d'une série de matchs aller-retour se déroulant sur toute l'année. 
Quatre places sont qualificatives pour les compétitions européennes, la cinquième place étant celle du vainqueur de la Coupe d'URSS 1981-1982.

## Qualifications en Coupe d'Europe
À l'issue de la saison, le champion participera à la Coupe des clubs champions 1982-1983.
Le vainqueur de la Coupe d'URSS 1982 participera à la Coupe des coupes 1982-1983, si ce club est le champion, alors le finaliste de la coupe le remplacera.
Les trois places pour la Coupe UEFA 1982-1983 sont attribuées aux deuxième, troisième et quatrième du championnat si ceux-ci ne sont pas les vainqueurs de la coupe, si c'est effectivement le cas la place reviendra au cinquième.

## Clubs participants

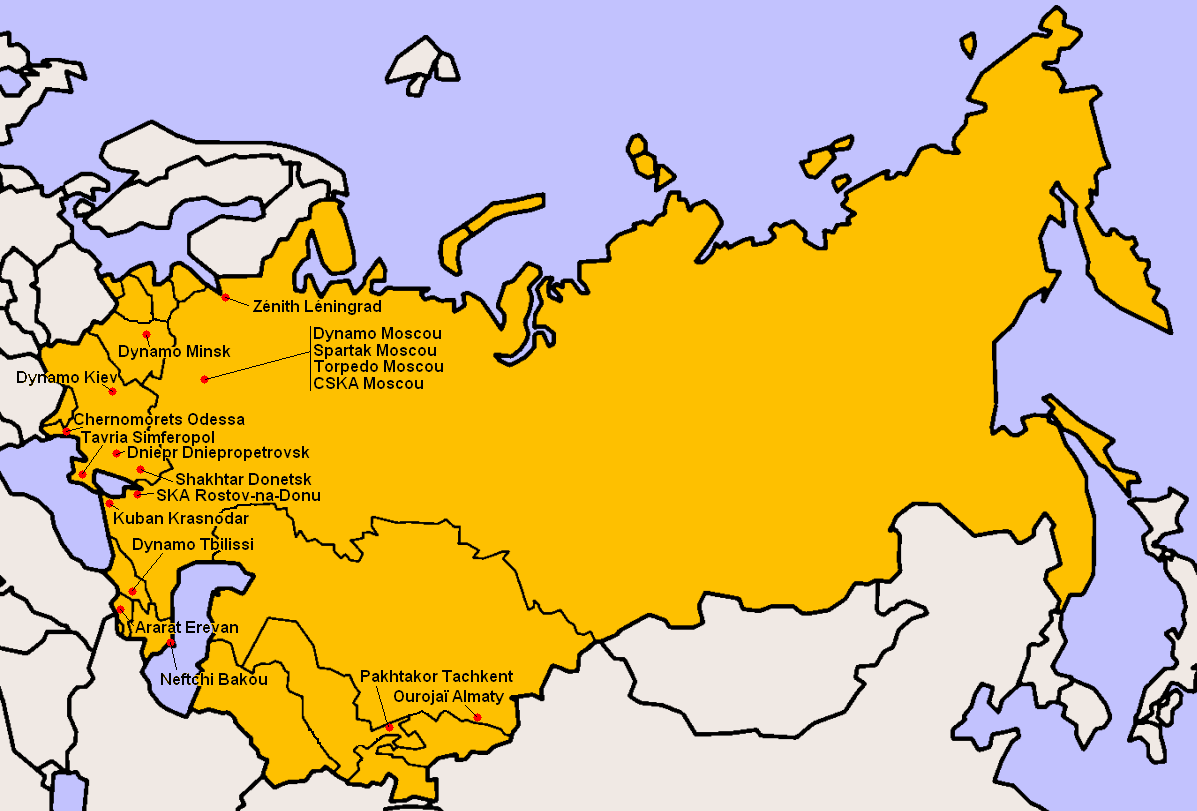
Localisation des clubs engagés dans le championnat.

- Premier tour de la Coupe des clubs champions 1981-1982
- Premier tour de la Coupe des coupes 1981-1982
- Premier tour de la Coupe UEFA 1981-1982
- Promu de deuxième division

| Club                   | Présent depuis | Classement 1980 | Entraîneur              | Stade                 | Capacité |
| ---------------------- | -------------- | --------------- | ----------------------- | --------------------- | -------- |
| Dynamo Kiev            | 1936           | 1er             | Valeri Lobanovski       | Stade républicain     | 83 450   |
| Spartak Moscou         | 1978           | 2e              | Konstantin Beskov       | Stade central Lénine  | 84 745   |
| Zénith Léningrad       | 1938           | 3e              | Iouri Morozov           | Stade Kirov           | 72 000   |
| Dinamo Tbilissi        | 1936           | 4e              | Nodar Akhalkatsi        | Stade Lénine-Dinamo   | 55 000   |
| CSKA Moscou            | 1954           | 5e              | Oleh Bazylevych (en)    | Stade central Lénine  | 84 745   |
| Chakhtior Donetsk      | 1973           | 6e              | Viktor Nosov (en)       | Stade Chakhtior       | 31 800   |
| Tchernomorets Odessa   | 1974           | 7e              | Nikita Simonian         | Stade central         | 30 800   |
| Ararat Erevan          | 1966           | 8e              | Iosif Betsa             | Stade Hrazdan         | 69 000   |
| SKA Rostov             | 1979           | 9e              | Vladimir Fedotov        | Stade central (en)    | 27 300   |
| Dinamo Minsk           | 1979           | 10e             | Eduard Malofeev         | Stade Dinamo          | 41 100   |
| Torpedo Moscou         | 1938           | 11e             | Valentin Ivanov         | Stade Torpedo         | 16 000   |
| Kaïrat Almaty          | 1977           | 12e             | Igor Voltchok           | Stade central         | 26 300   |
| Neftchi Bakou          | 1977           | 13e             | Ahmad Alaskarov (en)    | Stade Vladimir Lénine | 30 000   |
| Dinamo Moscou          | 1936           | 14e             | Viatcheslav Soloviov    | Stade Dinamo          | 36 540   |
| Kouban Krasnodar       | 1980           | 15e             | Vladimir Beloussov (ru) | Stade Kouban          | 32 000   |
| Pakhtakor Tachkent     | 1978           | 16e             | Ishtvan Sekech (en)     | Stade Pakhtakor       | 60 000   |
| Tavria Simferopol      | 1981           | 1er (D2)        | Anatoli Polossine (en)  | Stade Lokomotiv (en)  | 19 978   |
| Dniepr Dniepropetrovsk | 1981           | 2e (D2)         | Volodymyr Iemets (uk)   | Stade Meteor          | 26 400   |

### Changements d'entraîneurs
| Club                   | Entraîneur partant      | Date de départ | Entraîneur arrivant   | Date d'arrivée |
| ---------------------- | ----------------------- | -------------- | --------------------- | -------------- |
| Dniepr Dniepropetrovsk | Viktor Loukachenko (uk) | juin 1981      | Volodymyr Iemets (uk) | juin 1981      |

## Compétition

### Classement
En application de la Loi des 10 nuls, le Torpedo Moscou et le Dynamo Minsk se voient retirer respectivement quatre et trois points pour avoir effectué 14 et 13 nuls dans la saison. Le Neftchi Bakou et le Kaïrat Almaty se voient retirer deux points pour les 12 nuls effectués dans la saison. 